# Холмогорское (Шарыповский район)
Холмого́рское — село в Шарыповском районе Красноярского края России. Административный центр Холмогорского сельсовета.

## География
Село расположено в 10 км к югу от районного центра Шарыпово на левом берегу реки Береш.

## История
Строительство села началось в 1982 году. Первые поселенцы были жители деревни Кадат, которой суждено было скрыться на дне водохранилища Берёзовской ГРЭС. Проект застройки села разрабатывался институтом «Красноярскгражданпроект». В перспективе оно должно было стать райцентром. В 1987 году, когда были отстроены административные здания, районные службы переехали из Шарыпово в Холмогорское. Однако районный центр так и не прижился на новом месте, создав лишь массу неудобств жителям района. Название села обусловлено его месторасположением. Учитывая рельеф местности и лежащие рядом отроги Кузнецкого Алатау, его назвали Холмогорским. В Холмогорском есть средняя общеобразовательная школа, детская музыкальная школа, детско-юношеский центр, информационно-методический центр районного управления образования, ДЮСШ, здание информационного культурно-досугового центра.

## Население
| 1989 | 2002  | 2010  |
| ---- | ----- | ----- |
| 1965 | ↗2327 | ↘2028 |

По данным переписи 2010 года, в селе проживало 2028 человек (946 мужчин и 1082 женщины).